# Abschnittsbefestigung Andechs

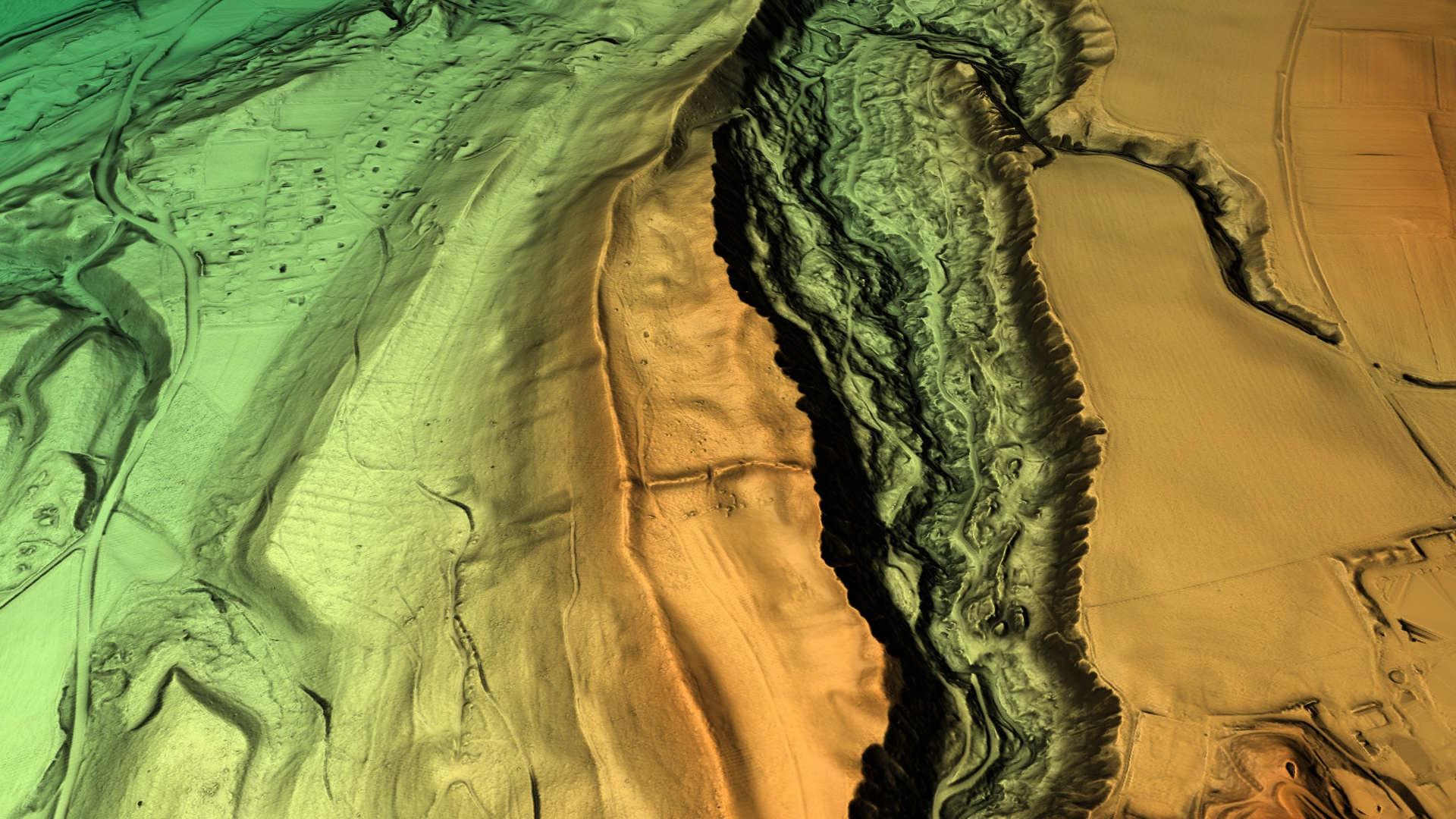
3D-Ansicht des digitalen Geländemodells

Die Abschnittsbefestigung Andechs (Gemarkung Erling-Andechs) liegt etwa 900 Meter nordwestlich des Klosters Andechs auf einem Höhenrücken über dem Ammersee im Landkreis Starnberg in Oberbayern. Das weitläufige Bodendenkmal dürfte auf eine frühmittelalterliche Schutzburg aus der Zeit der Ungarneinfälle zurückgehen.

## Beschreibung
Der etwa 250 mal 400 Meter große Burgplatz nutzt das Plateau eines Höhenkammes zwischen dem Ammersee und dem tief eingeschnittenen Kiental im Osten. Der nördliche Sporn des Bergrückens wurde durch einen etwa 250 Meter langen Querwall mit vorgelegtem Graben gesichert. Dieser Graben wurde allerdings im Zuge land- und forstwirtschaftlicher Maßnahmen vollständig eingeebnet. Der dahinter aufsteigende Wall ist nur noch bis zu vier Meter hoch und wird von einigen Wegen durchbrochen. Die innere Wallhöhe beträgt etwa zwei Meter.
An den Hängen wird das nach Norden abfallende Burgplateau von mächtigen Randwällen umlaufen, die aber größtenteils natürlichen Ursprunges sein dürften. Der gesamte Bergrücken bietet das Bild eines flachen eiszeitlichen Trogtales.

## Zeitstellung und Zweckbestimmung
In der  Literatur wird die Wehranlage als nur temporär benutzte ungarnzeitliche Fliehburg interpretiert. Die Größe der Anlage und die typologischen Merkmale machen diese Deutung wahrscheinlich. Derartige Wallburgen entstanden allerdings oft durch den Ausbau wesentlich älterer Burganlagen oder Siedlungsplätze. Verbindliche Angaben zur genauen Zeitstellung der erhaltenen Erdwerke bleiben daher einer künftigen fachkundigen archäologischen Untersuchung des Bodendenkmales vorbehalten. Im Burgbereich wurde eine Fibel aus der römischen Kaiserzeit aufgefunden. Dieser Einzelfund muss aber nicht zwangsläufig auf eine römische Besiedlung des Plateaus hindeuten.
Durch die land- und forstwirtschaftliche Nutzung des Höhenzuges befindet sich die Wallanlage in einem relativ schlechten Zustand. Möglicherweise waren auch diesem Burgwall ehemals Reiterannäherungshindernisse wie Erdriegel oder Gruben vorgelagert. Solche Anlagen haben sich noch bei einigen vergleichbaren Burgen im Bereich des Bistums Augsburg erhalten (Haldenburg, Buschelberg). Die magyarischen Reiterkrieger sollten so zum Absitzen und ungewohnten Fußkampf gezwungen werden.
Die Wallburg (Andechs I) ist die älteste der drei Burganlagen im Gemeindebereich. Nordöstlich der mutmaßlichen Ungarnschutzburg liegt auf einem schmalen Geländesporn jenseits des Kientales eine ungewöhnliche hochmittelalterliche Abschnittsburg (Andechs II). Den Standort der großen Grafenburg (Andechs III) der Andechs-Meranier markiert das heutige Kloster mit seinem bekannten Biergarten.
Das Bayerische Landesamt für Denkmalpflege verzeichnet das Bodendenkmal als  „Abschnittsbefestigung des frühen Mittelalters“ unter der Denkmalnummer D-1-8033-0022.